# Faramir Colles
Les Faramir Colles sont une formation géologique de la surface de Titan. Les collines sont proches de l'équateur de Titan, à 4°Nord et 153°Est, dans la région de Shangri-La.
Elles portent le nom de Faramir, un personnage de la trilogie le Seigneur des Anneaux de J. R. R. Tolkien. Ce nom a été annoncé le 19 décembre 2012.